# Catherine Mavrikakis

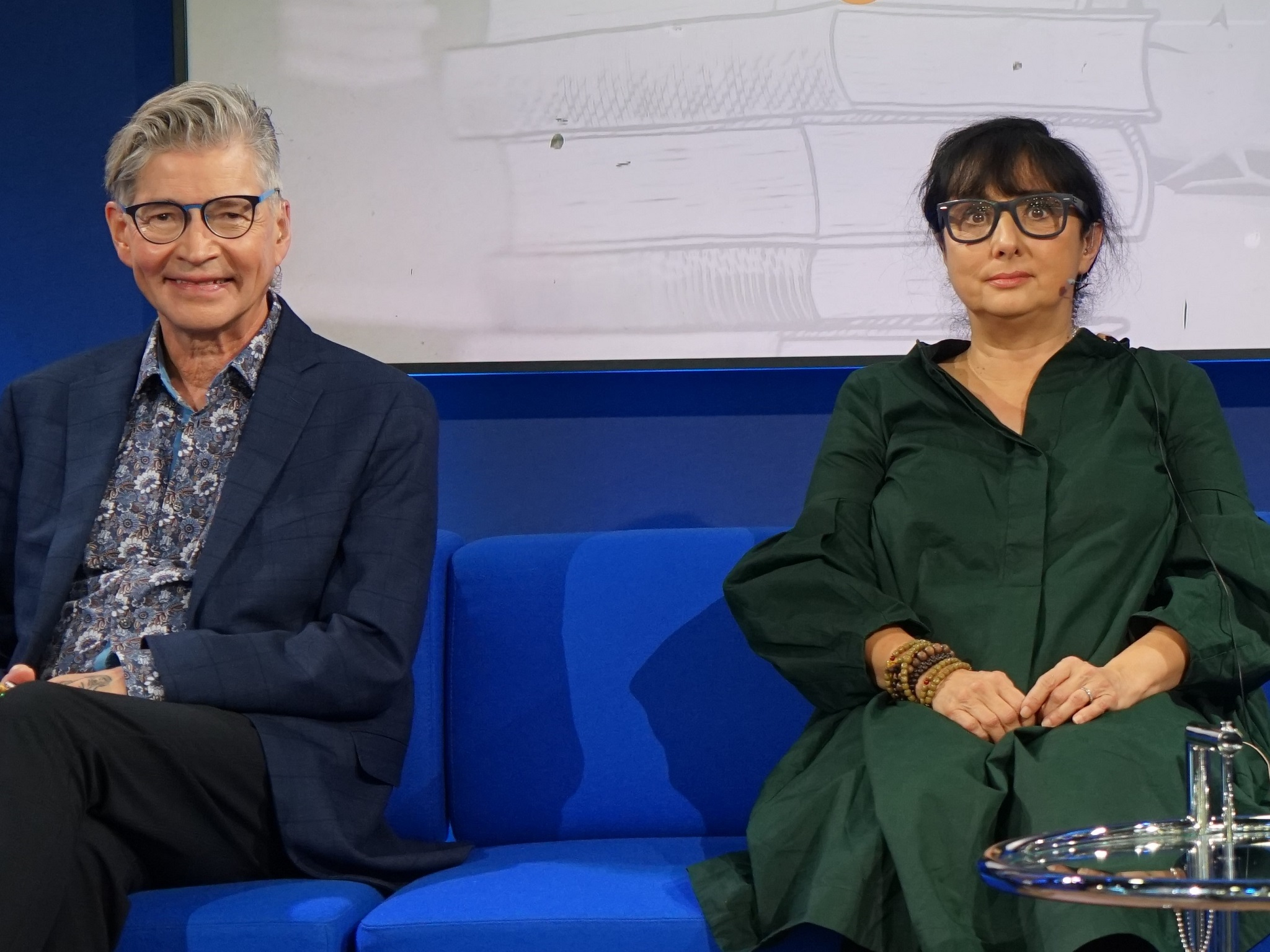
Catherine Mavrikakis (mit Paul Seesequasis, 2021)

Catherine Mavrikakis (* 7. Januar 1961 in Chicago, Vereinigte Staaten) ist eine kanadische Literaturwissenschaftlerin und Autorin französischer Sprache.

Mavrikakis ist die Tochter einer Französin, ihr Vater hat griechische Wurzeln, wuchs aber in Algerien auf. Nach dem Bachelor- und Masterabschluss in Französistik studierte sie Vergleichende Literaturwissenschaft und wurde 1989 an der Universität Montréal promoviert. Von 1993 bis 2003 unterrichtete sie Literatur an der englischsprachigen Concordia University in Montréal. Seit 2003 ist sie Titularprofessorin in der Abteilung für französischsprachige Literaturen der Universität Montreal. Ihr Roman Les Derniers Jours de Smokey Nelson kam in die Auswahl des Prix Femina.

## Auszeichnungen für «Le Ciel de Bay City»
- Grand prix du livre de Montréal (2008)
- Prix littéraire des collégiens (2009)
- Prix des librairies du Québec (2009)

## Werke (Auswahl)

### Romane
- Deuils cannibales et mélancoliques. Laval 2000; Montréal, Héliotrope 2009.
  - A Cannibal and Melancholy Mourning. Toronto 2004. ISBN 978-1-5524-5140-3.
- Ça va aller. Montréal 2002; 2013. ISBN 978-2-8940-6343-9.
- Fleurs de crachat. Montréal 2005. ISBN 978-2-7609-3271-5.
- Le Ciel de Bay City. Montréal 2008. ISBN 978-2-9235-1112-2.
  - Der Himmel über Bay City. Zürich, Secession, 2021
- Les Derniers Jours de Smokey Nelson. Montréal 2011. ISBN 978-2-9235-1135-1.
- La Ballade d’Ali Baba. Montréal 2014. ISBN 978-2-92397-543-6.
- Oscar de Profundis. Montréal 2016. ISBN 978-2-924666-00-5.
- Ce qui restera. Montréal 2017. ISBN 978-2-7644-3524-3.
- L’annexe., Montréal, Héliotrope, 2019. ISBN 978-2-924666-79-1.
- L’absente de tous bouquets. Montréal 2020. ISBN 978-2-8982-2020-3.

### Essays
- La Mauvaise Langue. Seyssel 1996. ISBN 978-2-8767-3147-9.
- Condamner à mort. Le meurtre et la loi à l'écran. Montréal 2005. ISBN 978-2-7606-1961-6.
- L’Éternité en accéléré. Montréal 2010. ISBN 978-2-9235-1122-1.
- Diamanda Galás. Guerrière et gorgone. Montréal 2014. ISBN 978-2-923975-40-5.